# Autobahn Ji’an–Shuangliao
Die Autobahn Ji’an–Shuangliao oder Jishuang-Autobahn (chinesisch 集双高速公路, Pinyin Jíshuāng gāosù gōnglù, englisch Jishuang Expressway), chin. Abk. G1112, ist eine größtenteils noch nicht fertiggestellte regionale Autobahn in der Provinz Jilin im Nordosten Chinas. Die 460 km lange Autobahn führt von Ji’an aus in nordwestlicher Richtung über Tonghua, Liaoyuan und Siping, wo sie die G1/G25 kreuzt, bis nach Shuangliao und mündet dort in die Autobahn G45 ein.